# Bikiniarze (film)
Bikiniarze (ros. Стиляги, Stiliagi) – rosyjski film fabularny z 2008 roku w reżyserii Walerija Todorowskiego. Zrealizowany w konwencji musicalu komediodramat opowiadający historię kolorowej młodzieży zbuntowanej przeciwko wszechobecnej szarzyźnie czasów komunistycznych w Związku Radzieckim. Akcja filmu toczy się w latach 50. XX wieku w czasie przemian społeczno-politycznych, które zachodziły w ZSRR po śmierci Stalina.
Wbrew polskiej nazwie, film nie dotyczy polskiej subkultury bikiniarzy, ale podobnej radzieckiej subkultury stiliagów.

## Fabuła
Moskwa, rok 1955. W stolicy Związku Radzieckiego pojawia nowy młodzieżowy ruch społeczny zwany ruchem stiliagi, od stylizowanego na młodzież amerykańską, kolorowego ubierania się członków grupy. Stiliagi to młodzi ludzie, fani jazzu i rock and rolla, tańczący boogie-woogie, preferujący niezależny, indywidualny, ekstrawagancki styl życia w przeciwieństwie do członków Komsomołu ubranych w szare mundury i żyjących według reguł narzuconych przez komunistyczną partię. Według obowiązującej wtedy ideologii komunistycznej kosmopolityzm, w tym stylizowanie się na młodzież amerykańską, powinien być zwalczany. Dlatego Komsomoł powołuje specjalne patrole mające za zadanie wykrywanie miejsc spotkań stiliagów. W czasie jednej z takich akcji, członek Komsomołu o imieniu Mels (akronim od Marks, Engels, Lenin, Stalin) poznaje Polinę członkinię grupy stiliagów i zakochuje się w niej. Polina zaprasza Melsa do udziału w barwnym roztańczonym pochodzie stiliagów główną ulicą Moskwy. Mels aby spotykać się z Poliną uczy się gry na saksofonie i przystaje do stiliagów. Wkrótce Mels dowiaduje się, że Polina jest w ciąży z czarnoskórym obcokrajowcem, który przebywał w Moskwie. Po urodzeniu dziecka o ciemnej karnacji Polina wraz z matką i Melsem przeprowadzają się na przedmieścia. Niektórzy z dawnych kumpli z grupy stiliagów odwiedzają ich. Mówią, że grupa się rozpadła. Fred, szef grupy zamienia kolorową marynarkę na szary garnitur i wyjeżdża na staż do Stanów Zjednoczonych aby zdobyć doświadczenie w służbie dyplomatycznej. Potem jeden z nich zostaje aresztowany podczas kupowania amerykańskich płyt, kolejny zostaje wezwany do odbycia obowiązkowej służby wojskowej na okręcie podwodnym, a jedna z członkiń grupy dostaje administracyjny nakaz opuszczenia Moskwy i osiedlenia się co najmniej 101 kilometrów od stolicy. Po powrocie z USA Fred odnajduje tylko Melsa.

## Obsada ról
- Anton Szagin – Mels, członek Komsomołu, który stał się stiliagą
- Oksana Akińszyna – Polina „Polza”, członkini grupy stiliagów, kochanka Melsa
- Maksim Matwiejew – Fiodor „Fred”, przywódca grupy stiliagów, który został dyplomatą
- Jewgienija Brik – Katia, członkini Komsomołu, która była zakochana w Melsie
- Jekatierina Wiłkowa – Betsi, członkini grupy stiliagów
- Igor Wojnarowski – Boris „Bob”, członek grupy stiliagów
- Konstantin Bałakiriew – Andriej „Drin”, członek grupy stiliagów
- Aleksandr Stiefancow – Norik, cinkciarz
- Gieorgij Siwochin – Kim
- Elwira Wołoszyna – Elli
- Janina Mielechawa – Lizi
- Olga Smirnowa – Sherri
- Sofija Lebiediewa – Sofi
- Leonid Jarmolnik – ojciec Boba
- Ludmiła Sołowjowa – matka Freda
- Oleg Jankowski – ojciec Freda
- Siergiej Garmasz – ojciec Melsa
- Irina Rozanowa – matka Poliny

## Plenery
Zdjęcia kręcono na Białorusi (Mińsk, Rudzieńsk) oraz w Rosji (Moskwa, Petersburg).

## Galeria

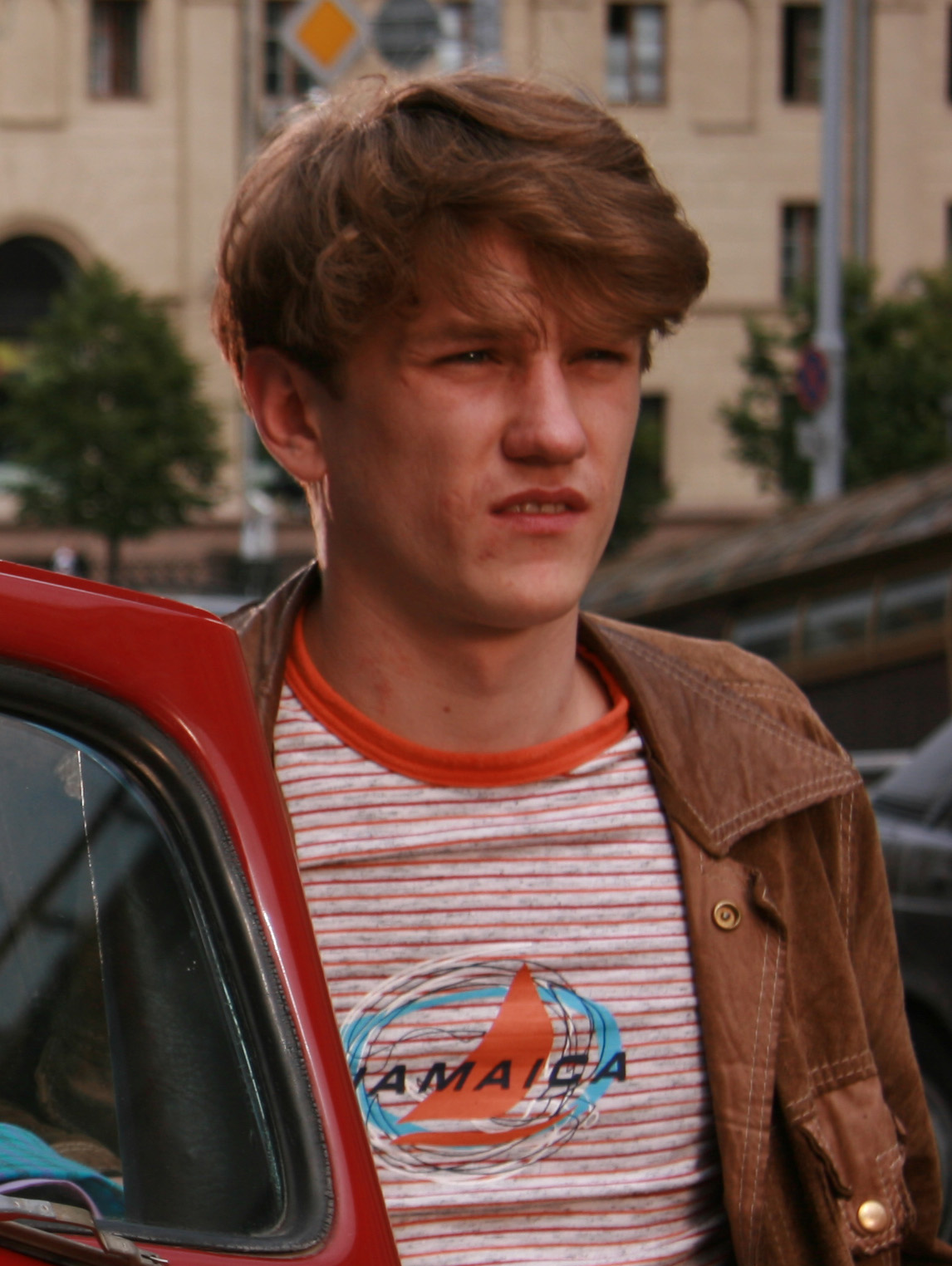
Anton Szagin jako Mels
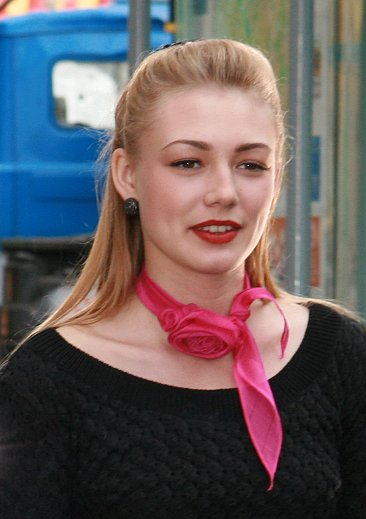
Oksana Akińszyna jako Polina
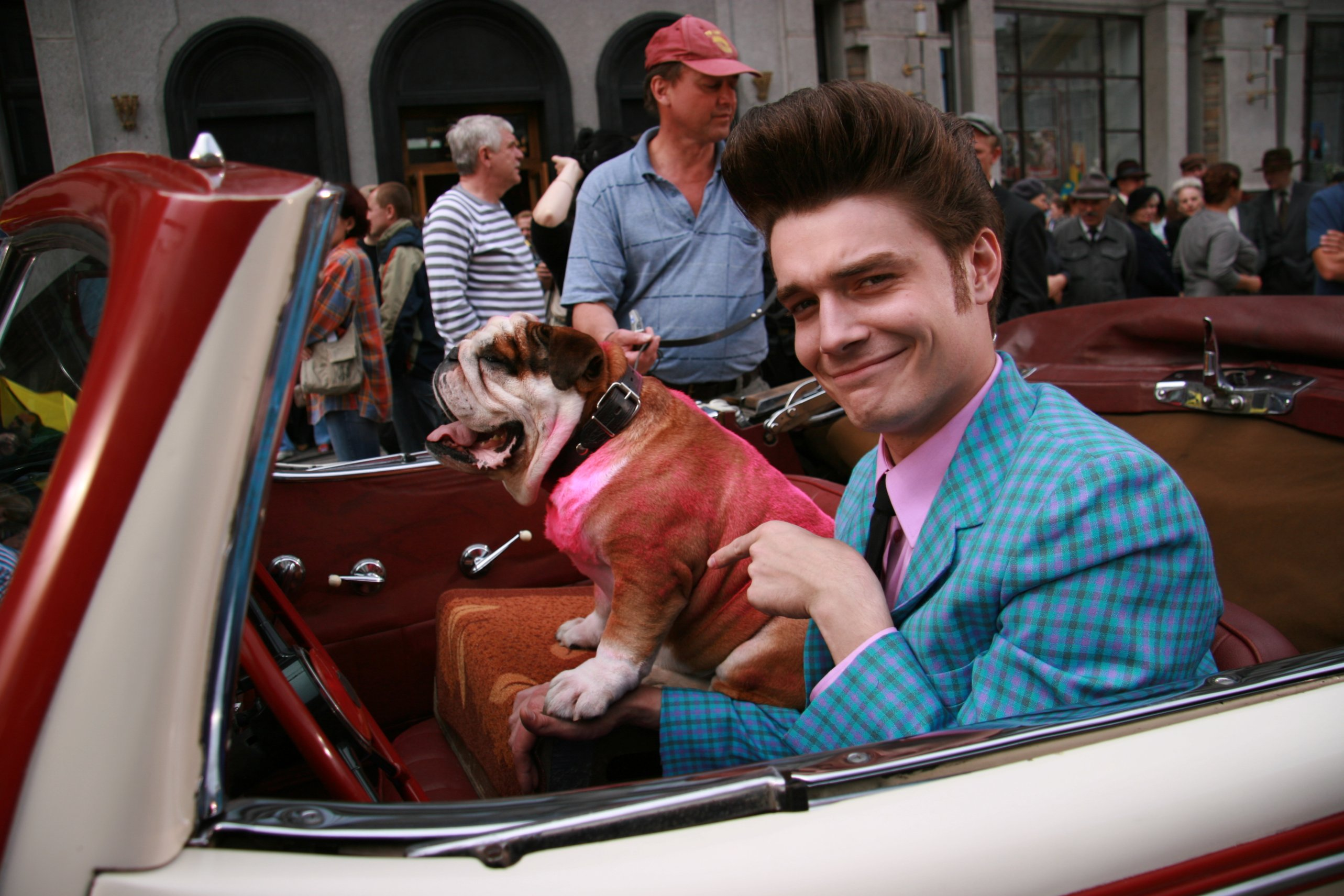
Maksim Matwiejew jako Fred
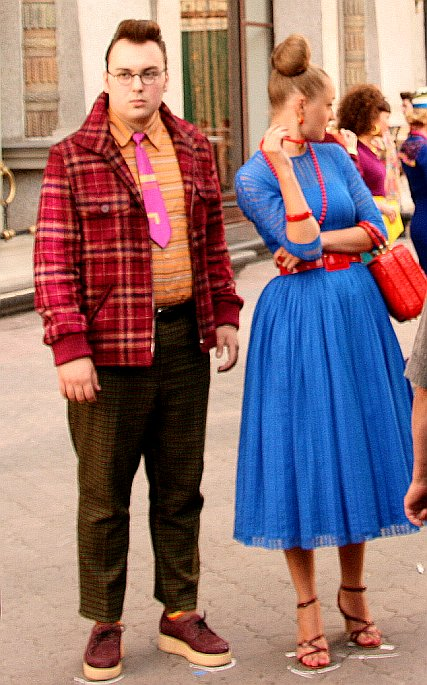
Jekaterina Wiłkowa jako Betsi i Igor Wojnarowski jako Bob
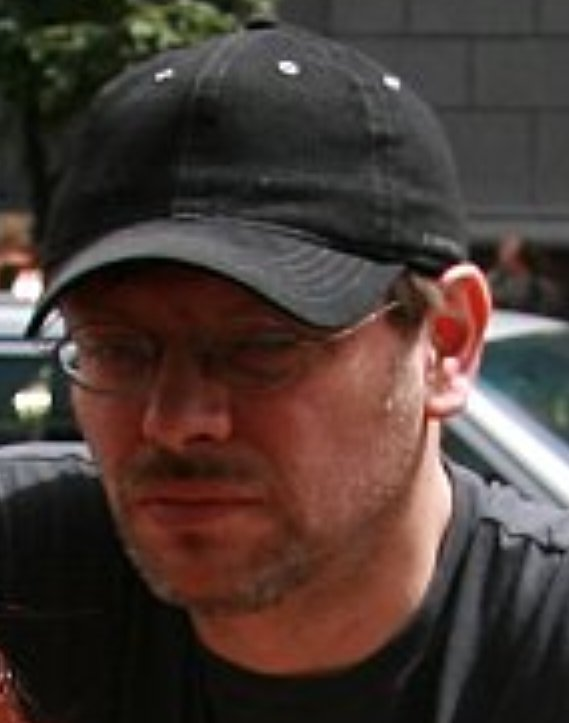
Walery Todorowski – reżyser